# 神之渕池
神之渕池（かんのんぶちいけ）は、岡山県久米郡久米南町誕生寺にあるため池である。総貯水量は12万2000立方メートル。2010年（平成22年）3月25日に山谷大堤として農林水産省のため池百選に選定され。また、上流は1999年（平成11年）に北庄の棚田として日本の棚田百選にも認定されている。

## 概要
1924年（大正13年）に耕地整理組合が設立され1936年（昭和11年）に完成し、神谷、神代、山沖、丸山、城地区までサイフォンと暗渠隧道を利用し導水し現在も、北庄の棚田の45haの灌漑を行っている。
近隣に都市農村交流の拠点「交流館」を整備し、様々なイベントが行われており、地域交流の場として活用されている。

## 北庄の棚田
| 平均勾配 | 面積 | 枚数  | 水源   | 法面構造   | 事業導入 | 開発起源           | 対象農家数 | 10a当収量 | 戸当営農規模 | 戸当枚数 |
| -------- | ---- | ----- | ------ | ---------- | -------- | ------------------ | ---------- | --------- | ------------ | -------- |
| 1/7.5    | 88ha | 2,700 | ため池 | 土羽、石積 | 無       | 明治時代～昭和中期 | 92         | 530kg     | 96ha         | 29       |

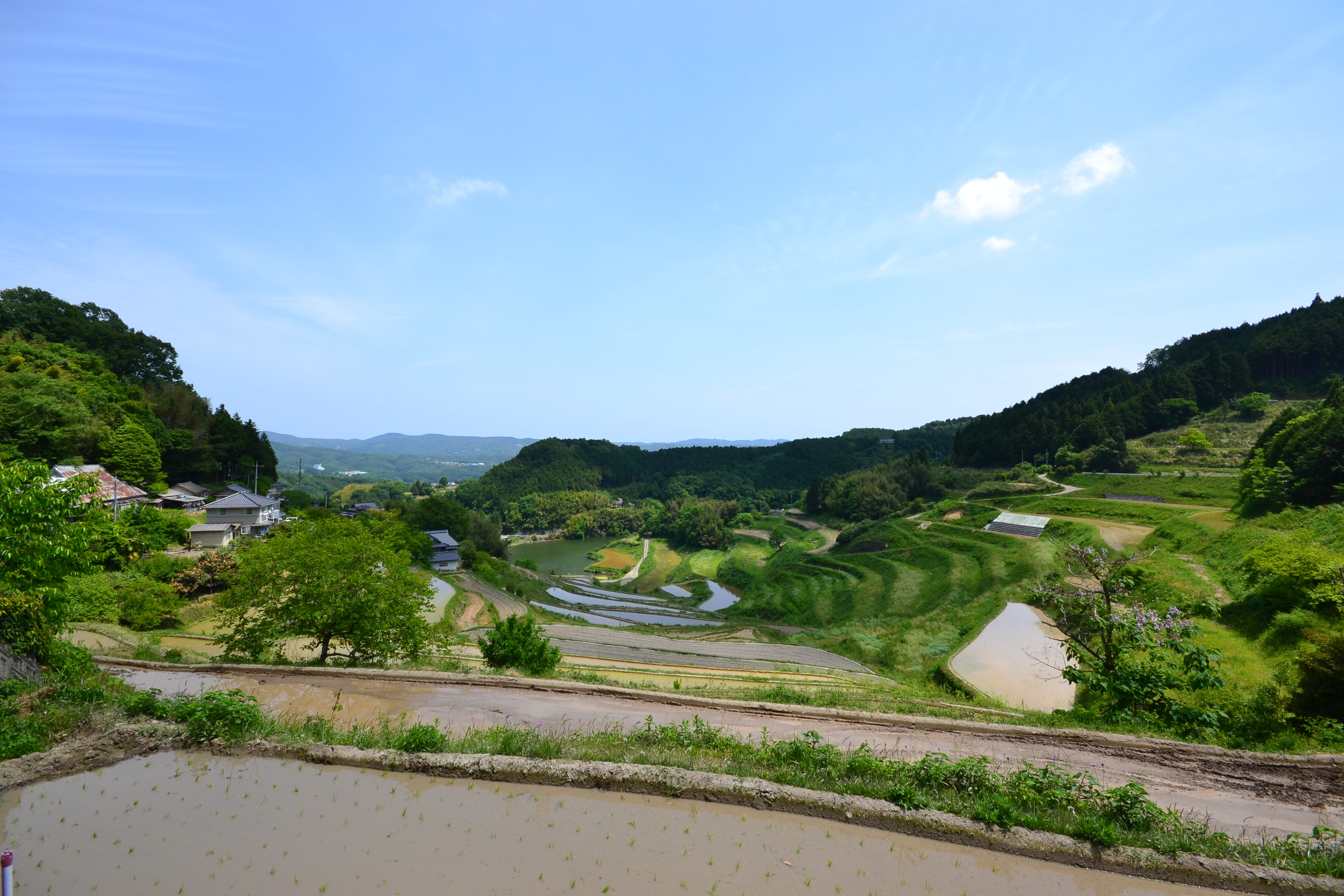
北庄の棚田

北庄地区内の3営農組合が中心となって耕作されており、農産物は、天然棚田米の生産が行われているが、今後は面積の拡大を進める予定である。棚田まつりを実施し溜池と水路および棚田の田園風景を保全している。久米南町の代表的な景観の一つとなっているのみならず、国道53号からも遠望でき「耕して天に至る」の表現の如く地域の最高峰に溜め池があり、周辺の山と良く調和している。

## アクセス

### 道路
- 国道53号小原

### 公共交通機関
- 津山線小原駅